# Jackie Evancho
Jacqueline Marie "Jackie" Evancho (/iːˈveɪŋkoʊ/ ee-VAYNG-kohee-VAYNG-koh; sinh ngày 9 tháng 4 năm 2000) là một nữ ca sĩ người Mỹ, tài năng của cô sớm được mọi người biết đến từ khi còn nhỏ tuổi, cô đã phát hành 1 đĩa mở rộng và 6 album, trong đó bao gồm 1 album bạch kim và 3 lần lọt Billboard 200. 
Từ năm 2008 đến 2010, Evancho đã tham gia vào nhiều cuộc thi ca nhạc; xuất hiện trong nhiều sự kiện, bao gồm hát Quốc ca Mỹ trong trận bóng bầu dục tại Pittsburgh Pirates và tham gia buổi hòa nhạc của Tim Janis, David Foster. Evancho đã phát hành album Prelude to a Dream rất được yêu thích trên YouTube.  Năm 2010, Evancho giành vị trí á quân tại chương trình Tìm kiếm tài năng Mỹ mùa thứ 5. Năm 2010, đĩa mở rộng O Holy Night của Evancho là album ra mắt bán chạy nhất năm, giúp cô trở thành ca sĩ trẻ nhất lịch sử âm nhạc Mỹ giành được chứng chỉ Bạch kim.. Năm 2011,album đầu tay của cô, Dream With Me, sản xuất bởi Foster, đạt vị trí thứ 2 trêng bảng xếp hạng Billboard 200. Năm 2012, Evancho cho ra mắt album Heavenly Christmas, và trở thành ca sĩ trẻ nhất được biểu diễn tại Trung tâm Lincoln, New York.
Từ năm 2012 đến 2014, Cô thực hiện chuyến lưu diễn trên khắp nước Mỹ quảng bá cho album Songs from the Silver Screen. Năm 2014, sau khi cho ra mắt album Awakening, Evancho bắt đầu vào học trung học. Năm 2016, album thứ sáu của cô Someday at Christmas, đạt vị trí số 1 trên bảng xếp hạng nhạc cổ điển Mỹ.  Evancho đã hát Quốc ca tại buổi lễ nhâm chức Tông Thống Mỹ vao ngày 20 tháng 1 năm 2017.

## Danh sách nhạc
| Năm  | Tên                                 | Ghi chú                                                             |
| ---- | ----------------------------------- | ------------------------------------------------------------------- |
| 2009 | Prelude to a Dream                  | Independent studio album                                            |
| 2010 | O Holy Night                        | EP                                                                  |
| 2011 | Dream with Me                       | Studio album                                                        |
| 2011 | Dream with Me in Concert            | CD/DVD, Blu-ray and DVD-only version                                |
| 2011 | Heavenly Christmas                  | Studio album                                                        |
| 2012 | Songs from the Silver Screen        | Studio album                                                        |
| 2012 | Jackie Evancho: Music of the Movies | DVD (part of the Songs from the Silver Screen deluxe set at Target) |
| 2014 | Awakening                           | Studio album                                                        |
| 2014 | Awakening: Live in Concert          | DVD initially a PBS pledge gift; available from retailers in 2015   |
| 2016 | Someday at Christmas                | Studio album                                                        |

## Dẫn chứng
1. ↑  "Jackie Evancho". sites.google.com. Bản gốc lưu trữ ngày 31 tháng 10 năm 2020. Truy cập ngày 5 tháng 9 năm 2016.
2. ↑  From 2014 to 2015, Evancho recorded with Sony Masterworks/Portrait. From 2010 to 2012, she recorded with Columbia/SYCO.
3. ↑  Listen to Evancho pronounce her name: Jackie Evancho vine recording Lưu trữ ngày 5 tháng 3 năm 2016 tại Wayback Machine, ngày 24 tháng 5 năm 2014
4. ↑  "Jackie Evancho on Classical-Crossover" Lưu trữ ngày 19 tháng 8 năm 2010 tại Wayback Machine, Classical-crossover.co.uk, accessed ngày 26 tháng 10 năm 2011
5. ↑  The platinum album, O Holy Night, was also certified gold.
6. ↑  Petit, Stephanie.
7. ↑  "Dream With Me in Concert (Blu-ray)", Amazon.com, accessed ngày 27 tháng 10 năm 2011
8. ↑  Awakening: Live in Concert DVD, Masterworks, ASIN: B00W7AHCXE, release date: ngày 2 tháng 6 năm 2015